# L'Air de Paris
L'Air de Paris is een Franse dramafilm uit 1954 onder regie van Marcel Carné. Jean Gabin won voor zijn hoofdrol de prijs voor beste acteur op het filmfestival van Venetië. Het scenario is gebaseerd op de roman La Choutte van de Franse auteur Jacques Viot.

## Verhaal
De ex-bokser Victor Le Garrec traint de jonge arbeider André Ménard. Deze begint zijn training evenwel te verwaarlozen als hij verliefd wordt op de onbereikbare Parijse vrouw Corinne. Wanneer hij besluit zichzelf weg te cijferen, begint hij weer beter te presteren.

## Rolverdeling
| Acteur                         | Personage         |
| ------------------------------ | ----------------- |
| Jean Gabin                     | Victor Le Garrec  |
| Arletty                        | Blanche Le Garrec |
| Roland Lesaffre                | André Ménard      |
| Marie Daëms                    | Corinne           |
| Jean Parédès                   | Jean-Marc         |
| Simone Paris                   | Chantal           |
| Folco Lulli                    | Angelo Posi       |
| Ave Ninchi                     | Mme Pozzi         |
| Maria Pia Casilio: Maria Pozzi |                   |